# روددخت
روددخت (پارسی میانه: Rōdduxt) یکی از زنان نجیب‌زاده ساسانی در سده سوم میلادی و دختر انوشک همسر اردشیر بابکان بود. از او در سنگ‌نوشته شاپور یکم بر کعبه زرتشت با عنوان «شاهدخت» (پارسی میانه: duxš) یاد شده است.

## زندگی

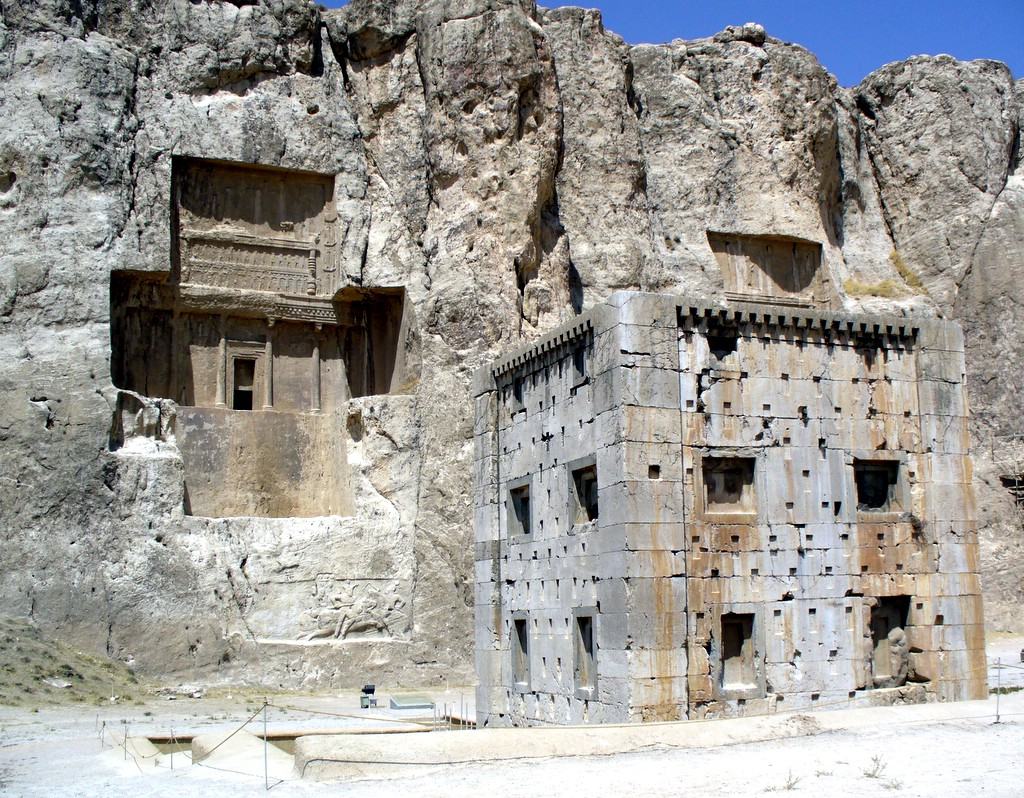
کعبه زرتشت، جایی که سنگ‌نوشته شاپور یکم حک شده است

روددخت دختر انوشک بود. از او در سنگ‌نوشته شاپور یکم بر کعبه زرتشت در میان خانواده سلطنتی ساسانی یاد شده است. چندین نظریه در مورد رابطه او با خاندان سلطنتی پیشنهاد شده است و با در نظر گرفتن ذکر نام او در فهرست اعضای خاندان حاکم در بخشی که از فرزندان اردشیر بابکان صحبت می‌کند، به نظر می‌رسد که او دختر اردشیر باشد. اطلاعات اندک مربوط به او در کتیبه را می‌توان با درجه پایین او در میان نجیب‌زادگان توضیح داد.